# Ioanna Khatziioannou
Ioanna Khatziioannou (grekiska: Ιωάννα Χατζηιωάννου), född 22 oktober 1973, är en grekisk före detta tyngdlyftare. Hon vann en bronsmedalj i 63-kilosklassen vid olympiska sommarspelen 2000.